# دايه سليمان (سقز)
قرية دايه سليمان (بالكردية: دایەسڵێمان) هي إحدى القرى التابعة لـصاحب في ريف قسم زيويه من مقاطعة سقز، في محافظة كردستان الإيرانية.

## السكان
حسب إحصاءات سنة 2006، بلغ إجمالي السكان في دايه سليمان 337 نسمة وعدد المساكن 72 مسكن. لغة سكان دايه سليمان هي اللغة الكردية و هم من أهل السنة والجماعة والمذهب الشافعي.